# Equites singulares

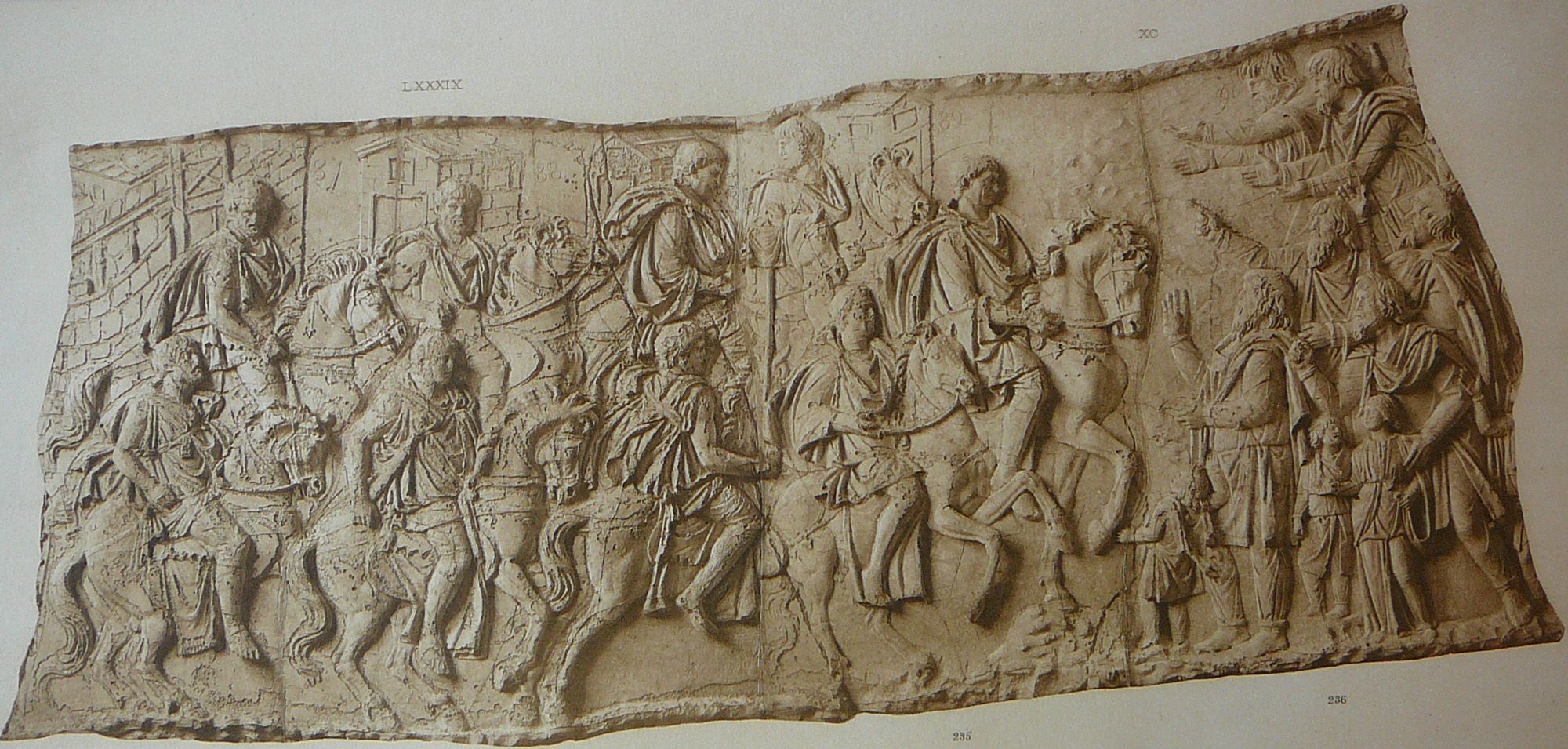
Імператорська кінна стража (ліворуч) супроводжує імператора Траяна (в центрі) під час кампанії в Дакії (101–105 роки). Деталь колони Траяна, Рим.

Equites singulares (у перекладі з латини — особиста кавалерія) — у Стародавньому Римі в епоху Принципату особисті кінні охоронці імператора або губернаторів провінцій.
Попередником цих кінних формувань були лат. Germani corporis custodes, германські вершники, котрі охороняли Юлія Цезаря під час його галльських походів. Вони продовжили своє існування за Августа, але були розпущені після розгрому римської армії в 9 році. В цей період, судячи з написів на могильних каменях, також вживалася назва лат. Caesaris Augusti corporis custodes.
Equites singulares Augusti, що складалися з 1 000 батавів, були сформовані за правління Траяна або раніше, за Флавіїв. Їх табір знаходився на Целійському пагорбі. За Септимія Севера їх кількість була подвоєна, і поруч зі старим був побудований новий табір. Рештки  цього табору були виявлені в XX столітті при розкопках під Латеранською базилікою. З плином часу назва з'єднання змінювалася, відображаючи зміни в зверненні до імператора. У II столітті це було лат. equites singulares imperatoris nostris, а в III столітті за Коммода — лат. equites singulares domini nostris.
У провінціях губернатори з метою особистої охорони також збирали equites singulares, так само як і піхотні лат. pedites singulares. При цьому солдати не залишали своїх основних з'єднань, а участь в охороні губернатора не призводила до підвищення оплати. Кількість провінційних singulares залежала від величини провінції, і у великих могла також досягати 1000: 500 вершників і 500 піхотинців.
Після перемоги над Максенцієм у 312 році Костянтин Великий розформував преторіанську гвардію і equites singulares, котрі чинили йому найбільш запеклий опір.